# Jelenia Krew
Jelenia Krew – jezioro w woj. wielkopolskim, w powiecie czarnkowsko-trzcianeckim, w gminie Krzyż Wielkopolski, leżące na terenie Równiny Drawskiej.

## Dane morfometryczne
Powierzchnia zwierciadła wody według różnych źródeł wynosi od 5,0 ha do 6,42 ha (lustra wody i ogólna).
Zwierciadło wody położone jest na wysokości 50,1 m n.p.m.

## Hydronimia
Według spisu opracowanego przez Komisję Nazw Miejscowości i Obiektów Fizjograficznych (KNMiOF) oraz według danych z państwowego rejestru nazw geograficznych zestandaryzowana nazwa tego jeziora to Jelenia Krew. W różnych publikacjach jezioro to występuje pod nazwą Jelenie.
Dane z państwowego rejestru nazw geograficznych nie podają nazw obocznych tego jeziora.